# Arturo Soria (métro de Madrid)
Arturo Soria est une station de la ligne 4 du métro de Madrid. Elle est située sous l'intersection entre les rues Arturo Soria, José Silva et Ulises, dans l'arrondissement de Ciudad Lineal, à Madrid en Espagne.

## Situation sur le réseau
La station est située entre Avenida de la Paz au sud-ouest, en direction de Argüelles et Esperanza au nord-est, en direction de Pinar de Chamartín.
Elle possède deux voies et deux quais latéraux.

## Histoire
La station est ouverte le 4 janvier 1979, lors de la mise en service d'une section de la ligne entre Alfonso XIII et Esperanza. La station porte le nom d'Arturo Soria (1844-1920), urbaniste, créateur du projet de cité linéaire.

## Services aux voyageurs

### Accès et accueil
La station possède quatre accès équipés d'escaliers et d'escaliers mécaniques, mais sans ascenseur.

### Intermodalité
La station est en correspondance avec les lignes d'autobus no 11, 70, 120, 122 et N3 du réseau EMT.